# راسل روبنسون
راسل روبنسون (بالإنجليزية: Russell Robinson)‏ مواليد 24 يناير 1986 في ذا برونكس، هو لاعب كرة سلة أمريكي. بدأ مسيرته الاحترافية في سنة 2008. يلعب في الدوري البولندي لكرة السلة كلاعب هجوم خلفي. يحمل الرقم 6. يبلغ طوله 6 قدم 1 بوصة (1.9 م). لعب كرة السلة الجامعية في جامعة كانساس.

## المسيرة الاحترافية
لعب مع جوفينتوت بادالونا في الدوري الإسباني في موسم 2010–2011، ثم لعب مع طرابزون سبور لكرة السلة في الدوري التركي في موسم 2011–2012، ثم لعب مع بييلا لكرة السلة في موسم 2012–2013.

## روابط خارجية
- راسل روبنسون على موقع الدوري الإسباني لكرة السلة (الإسبانية)
- راسل روبنسون على موقع كرة السلة الأوروبية.كوم (الإنجليزية)
- راسل روبنسون على موقع كلية كرة السلة في سبورتس رفرنس.كوم (الإنجليزية)
- راسل روبنسون على موقع ريلجم (الإنجليزية)
- راسل روبنسون على موقع بروبوليرز (الإنجليزية)
- راسل روبنسون على موقع سبورتس رفرنس (الإنجليزية)
- راسل روبنسون على موقع سبورتس رفرنس (الإنجليزية)